# Калкан чорноморський
Калкан чорноморський (Scophthalmus maeoticus) — вид риб з родини Калканових (Scophthalmidae), поширений в Чорному морі. Його часто розглядають як підвид Калкана великого, Scophthalmus maximus, що мешкає в Середземному морі. Наразі таксономічний статус виду дискусійний. Живе на дні на глибині до 90—100 м, зимує на більших глибинах. Плодючість 3—13 млн. ікринок. Живиться рибою і ракоподібними. Цінна промислова риба.

## Опис
Тіло високе, висота його становить 80% довжини (висота тіла майже дорівнює довжині або навіть більше), вкрито кістковими конічними шипами. Як і в інших риб ряду камбалоподібних, тіло складається з горизонтальних верхньої та нижньої частин (сторін). Очі риби перебувають на його лівій (верхньої) стороні. Нижня частина (права сторона) калкану білого кольору, очна сторона бура, з червонуватими плямами. Риба не має луски, що є її характерною ознакою. Також калкан має здатність до маскування, міняти забарвленість залежно від кольору дна. Щелепи озброєні рівними щетиноподібними зубами, розташованими у вигляді стрічок, зуби є також і на сошнику.
Є однією з найбільших камбал. Тіло калкана може досягати довжини 80-85 см і маси 12-15 кг. Самці менші за самиць. Може досягати віку 16 років.

## Поширення

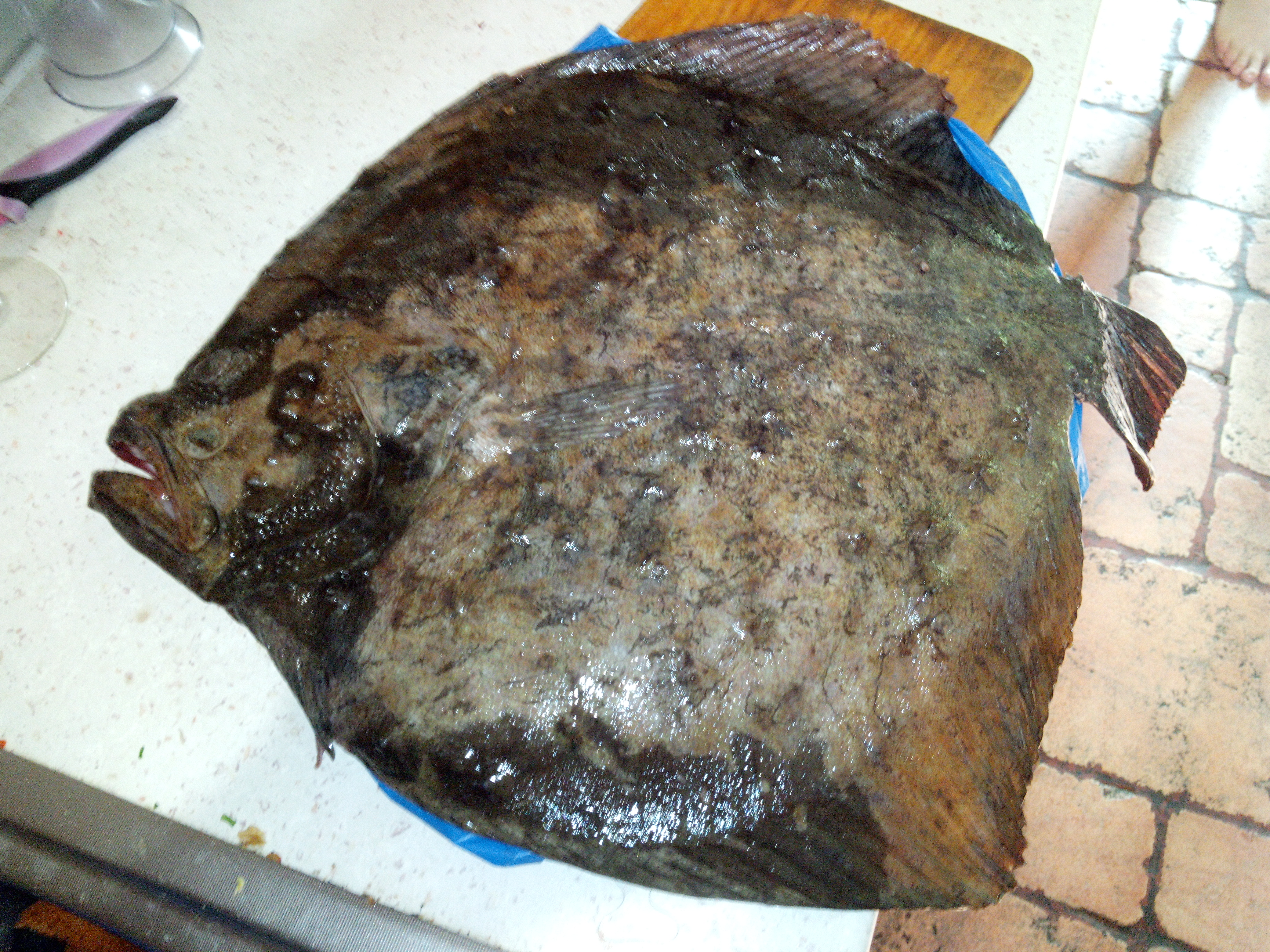
Калкан чорноморський, виловлений неподалік Очакова

Калкан водиться тільки в Чорному та Азовському морях, заходить у гирла Дніпра і Дністра. Віддає перевагу піщаним (черепашковим) і мулистим ґрунтам і заселяє їх до глибин 100 м у районах узбережжя західного Криму і Керченського передпроточчя. Популяція з Азовського моря розглядається як підвид — калкан азовський Scophthalmus maeotica torosa — має дрібніші розміри. Взимку і влітку тримається на глибині, навесні і восени переходить на мілководдя.

## Розмноження
Зазвичай статевозрілими самці стають у віці 5-8 років, самки - 6-11 років. Розмножується калкан у відкритому морі на глибині 25-70 м, за температури 8-12 ° C, з кінця березня-квітня до другої половини червня, місцями до кінця липня. Розпал нересту в травні. Викидає від 2,5 до 13 млн ікринок. Калкан - це найплодовитіша риба Чорного моря. Висока кількість ікри здатна скомпенсувати велику втрату її від хижаків та несприятливих умов. 
Ікринки - кулясті прозорі тільця діаметром 1,1-1,28 мм з маленькою жирової краплею діаметром 0,17-0,21 мм. Ікра калкана плавуча, в морській воді тримається ближче до поверхні і розноситься течіями так, що в 1 м ³ води іхтіологи знаходять від 1-2 до 8-10 ікринок. Ікринки розсіюються течіями на великому просторі, і якщо на якійсь ділянці прибережні води випробували природні або антропогенні забруднення, то не всі ікринки однієї особини гинуть. Основну частину ікринок поїдають всі, хто харчується планктонними організмами. У результаті з 500 000 ікринок, викльовуються не більше 500 личинок. Протягом перших 3-4 діб життя у них зберігається жовтковий мішок.
У віці 4-5 діб у личинок формується рот, але в них ще слабкий зір і вони дуже повільно рухаються. У цей період, званий критичним, з 500 передличинок виживають 20-25. Решта гинуть від хижаків і голоду. 
Через 15-20 днів після вилуплення з ікри, личинки перетворюються на мальків і осідають на дно. До осені виживають 5-6 молодих калканів, з довжиною тіла 6-7 см. Зимують на глибинах 20-30 м.

## Живлення
Калкан — хижа риба. Вона живиться дрібною рибою, дрібними ракоподібними, молюсками. Дорослий калкан живиться головним чином донною рибою і крабами: султанкою, хамсою, шпротом, ставридою, чорноморською пікшею, тюлькою, оселедцями, молодь — в основному ракоподібними.
Дорослий калкан поїдає за добу не менше 150 г риби.

## Господарське значення
Калкан чорноморський — цінна промислова риба, що має дуже смачне м'ясо. В Туреччині один кілограм калкана коштує близько 15 доларів.
У 60-ті роки XX століття видобуток калкана біля берегів Криму становив 2-3 тис. тон на рік. З середини 70-х років його запаси стали скорочуватися, і в 1986 році промисел цього виду риб був заборонений через майже повне зникнення в чорноморських водах СРСР. В теперішній час заборона не дотримується.
Калкана ловлять ставними тенетами і ярусами. За сучасними технологіями ловлення, на шляху міграції калкана виставляють сотні кілометрів сіток. Сучасний некерований промисел серйозно підриває запаси цього виду риби, для якого шельфові води Україні є найсприятливішим середовищем для нересту та нагулу.

## Див.також
- Список риб Чорного моря
- Калкан круглий